# Västerås garnison
Västerås garnison var en garnison inom svenska Försvarsmakten som verkade i olika former åren 1906–2006. Garnisonen bestod av flera olika kasernetablissement på olika platser i Västerås.

## Hässlö
Flottiljens ursprungliga flygbas och fredsgruppering var i Hässlö. Fältet med tre hangarer i Hässlö togs i bruk i mitten av 1931, mätte till 500x500 meter. År 1937 började de tre hangarerna ersättas. I augusti 1938 togs den första hangaren i bruk, vilken var konstruerad av så kallad Törebodakonstruktion, och mätte 55 meter i takhöjd och hade en golvyta på 110x40 meter. Hangaren förolyckades dock i en brand 1959. Efter att den första hangaren stod färdig, påbörjades en lika stor hangar i södra delen av fältet, och senare en i norra delen. Den i norra delen togs i anspråk av Centrala Verkstaden Västerås. Under samma tidsperiod utökades flygfältet till 1000x1000 meter. Åren 1943–1946 anlades själva flottiljområdet på Badelundsåsen, väster om flygfältet. När sedan flottiljen omorganiserades till nattjakt, anlades en permanent rullbana på 2000 meter i riktning 01/19. Åren 1954–1955 förlängdes den till 2500 meter. I november 1961 beslutade regeringen att flottiljflygplatser även fick användas för civiltrafik. Med det kom frågan upp om att flytta flygtrafiken från Johannisbergs flygfält. Hösten 1967 erbjöds kommunen att på prov nyttja Hässlö för civilt flyg. Platsen som togs i anspråk var där den nedbrunna hangaren stått. I november 1968 slöts Västerås ett avtal med Flygvapnet om att nyttja flygplatsen även civilt. En permanent flygstation uppfördes vid nordvästra delen av fältet, vilken invigdes den 23 oktober 1969. Hässlö hade en andra bana i riktning 04/22, vilken var ett grässtråk. Landning gjorde på en asfalterad yta som korsar södra änden av bana 01/19 som en blindtarm. vilken har en kort asfaltsträcka. Efter att flottiljen avvecklades, såldes marken och bana 04/22 upphörde. Den 30 juni 1983 halades fanan framför kanslihuset en sista gång. Innan dess hade Flygvapenchefen Sven-Olof Olson förklarat nedlagd. Upplands flygflottilj (F 16) övertog samtidigt förvaltningsansvaret över avvecklingen av flottiljen, men även den fortsatta militära verksamheten som krigsflygbas.

## Johannisberg
År 1949 flyttades Flygförvaltningens verkstadsskola till Johannisberg, där skolan inledde utbildning i en beredskapshangar vid Johannisbergs flygfält. Skolans elevhem inrymdes i Johannisbergs herrgård. År 1968 övergick skolan i Skolöverstyrelsens regi, med verksamheten förlagd till Zimmermanska skolan i Västerås.

## Viksäng

### Kaserngatan 12
Västmanlands regemente hade sedan 1779 vapenövats på mötesplatsen Salbohed. Den 1 oktober 1906 flyttade regementet in i ett nyuppfört kasernetablissemang i stadsdelen Viksäng i Västerås. Kasernerna uppfördes efter 1901 års härordnings byggnadsprogram efter Arméförvaltningens typritningar för infanterietablissemang. Etablissementet uppfördes efter 1901 års härordnings byggnadsprogram för infanteriet, ritade av Erik Josephson. Till huvudbyggnaderna uppfördes tre kaserner och ett kanslihus, där kanslihuset placerades mellan A- och B-kasernerna och den tredje, C-kasernen, låg i linje bakom kanslihuset på andra sidan av kaserngården. År 1927 avvecklades regementet och kasernerna övertogs sommaren 1929 av Första flygkåren som nyttjade dem fram till 1944. Den 1 juli 1944 övertogs kasernerna i sin tur av Flygvapnets centrala skolor. Hösten 1961 avvecklades Flygvapnets centrala skolor, i juli 1961 såldes hela kasernetablissemanget till Västerås kommun. Åren 1962–1967 kom stora delar av området att rivas, för att ge plats åt ett nytt bostadsområde. Kvar av de ursprungliga kasernerna blev kanslihuset med två flankerande kaserner, en officersmäss samt det gamla regementssjukhuset. År 1994 revs officersmässen och regementssjukhuset. Kvar av de ursprungliga kasernerna är kanslihuset med de två flankerande kaserner, vilka är ombyggda till bostäder.

### Regementsgatan 91
Genom försvarsutredning 88 beslutades att staben för Västmanlands försvarsområde skulle förläggas till Västerås. Det från att tidigare varit förlagd till Enköping garnison. Den 2 september 1991 lokaliserades staben till Västerås, där förbandsledningen för försvarsområdesstaben grupperades på Regementsgatan 91. År 1997 avvecklades försvarsområdesstaben och området övertogs av det från 1998 bildade Västmanlandsgruppen. Genom försvarsbeslutet 2004 avvecklades Västmanlandsgruppen den 31 december 2004, men området kvarstod som militärt fram 2006 då området lämnades, för att i januari 2007 övergå i privat ägo. Området har sedan dess omvandlats till ett bostadsområde. Kvar finns det gamla stabshuset som även det är ombyggt till lägenheter.

### Regattagatan
År 1941 bildades Flygförvaltningens verkstadsskola och inledde utbildning i en sjöhangar på öster i Västerås, nuvarande Viksäng i höjd med Regattagatan och Öster Mälarstrands Allé. Skolan var samlokaliserade med Centrala Verkstaden Västerås. År 1949 totalförstördes sjöhangaren i en brand. Skolan omlokaliserades då till en beredskapshangar vid Johannisbergs flygfält på västra sidan om Västeråsfjärden. Vid hamnen är ett minnesmärke i form av en propeller rest till skolans minne. Kvar på området fanns Centrala Verkstaden Västerås fram till att verkstaden avvecklades. Den hangar som fortfarande finns kvar på området var Sveriges första hangar för att husera och serva sjöflygplan. Längs Regattagatan låg serviceverkstäder för el och instrument och motorer.

## Minnesstenar och minnesmärken
| Bild | Minnessten                        | Koordinater                                     | Kort beskrivning |
| ---- | --------------------------------- | ----------------------------------------------- | --- |
|      | Västmanlands regemente            | 59°36′28″N 16°34′35″Ö / 59.607696°N 16.576282°Ö | Minnesplatta på kanslihuset vid Västmanlands regementes före detta kasernetablissement i Västerås. |
|      | Västmanlands regemente            | 59°36′24″N 16°34′30″Ö / 59.606744°N 16.575113°Ö | Minnessten över Västmanlands regemente i Västerås. Stenen är försedd med samtliga slag regementet deltagit i. Vidare är stenen försedd med texten "Kungl. Västmanlands regemente till sina i strid fallna söner 1623-1923.                 |
|      | Flygförvaltningens verkstadsskola | 59°35′49″N 16°35′10″Ö / 59.596863°N 16.586205°Ö | Minnesmärke över Flygförvaltningens verkstadsskola vid Regattagatan i Västerås. |
|      | Västmanlands flygflottilj         | 59°35′16″N 16°37′32″Ö / 59.587913°N 16.625691°Ö | Minnessten vid Västerås flygande museum över de amerikanska flygmän som internerades i Sverige åren 1943-1945. |
|      | Västmanlands flygflottilj         | 59°35′16″N 16°37′32″Ö / 59.587913°N 16.625691°Ö | Minnessten över Västmanlands flygflottilj i Västerås. Stenen restes ursprungligen 1958. I samband med avvecklingen av flottiljen 1983, försågs stenen med tilläggstexten "Kungliga Västmanlands flygflottilj verkade på Hässlö 1929-1983." |
|      | Västmanlands flygflottilj         | 59°35′06″N 16°37′22″Ö / 59.585114°N 16.622829°Ö | Flygplanet är skänkt av Flygvapnet till F 1 kamratförening, vilka genom ett lokalt samarbete, placerade flygplanet som ett monument över en viktig epok flygets och Hässlö historia.                                                       |

## Galleri

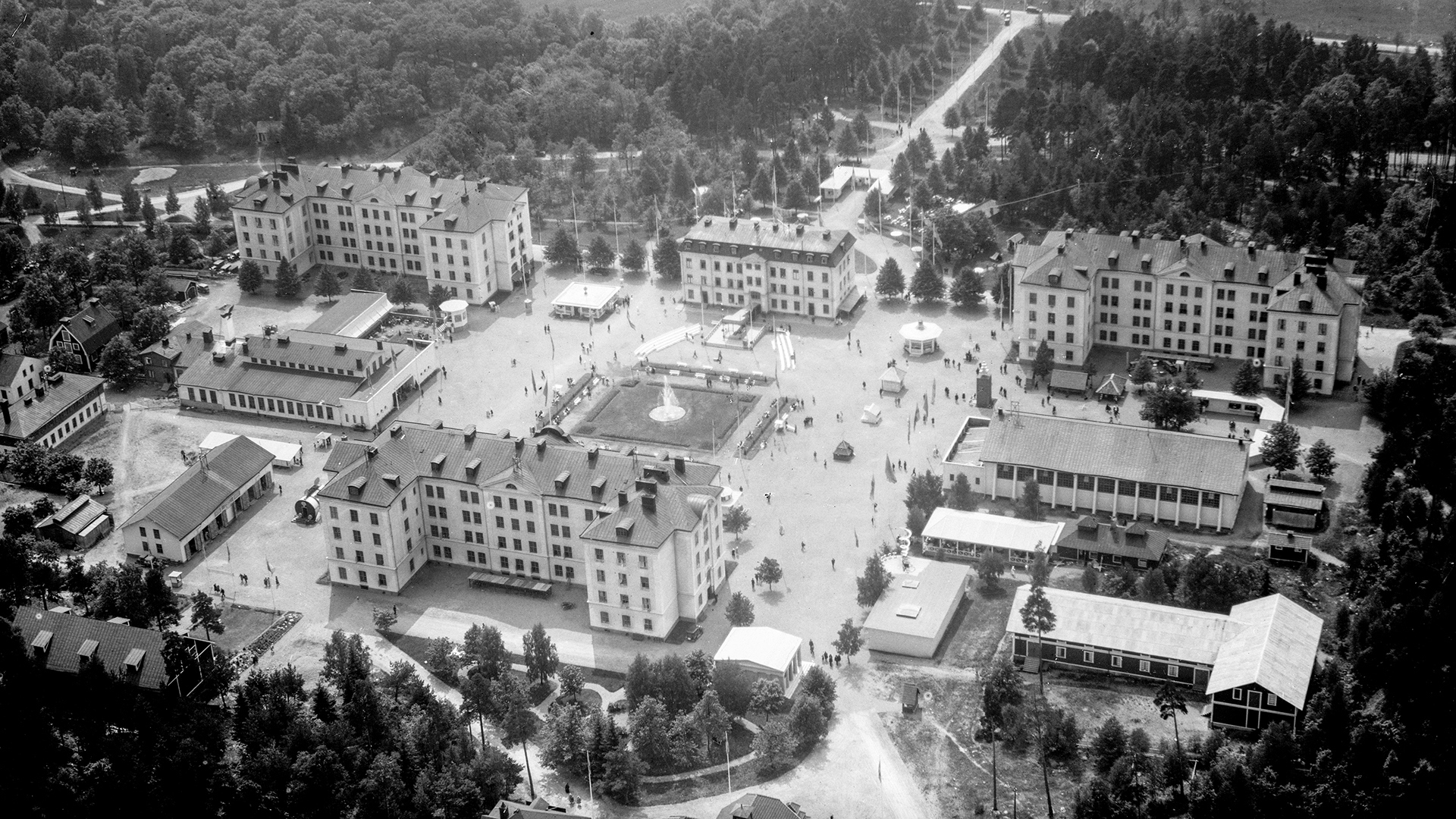
Vy över kasernområdet (1929).
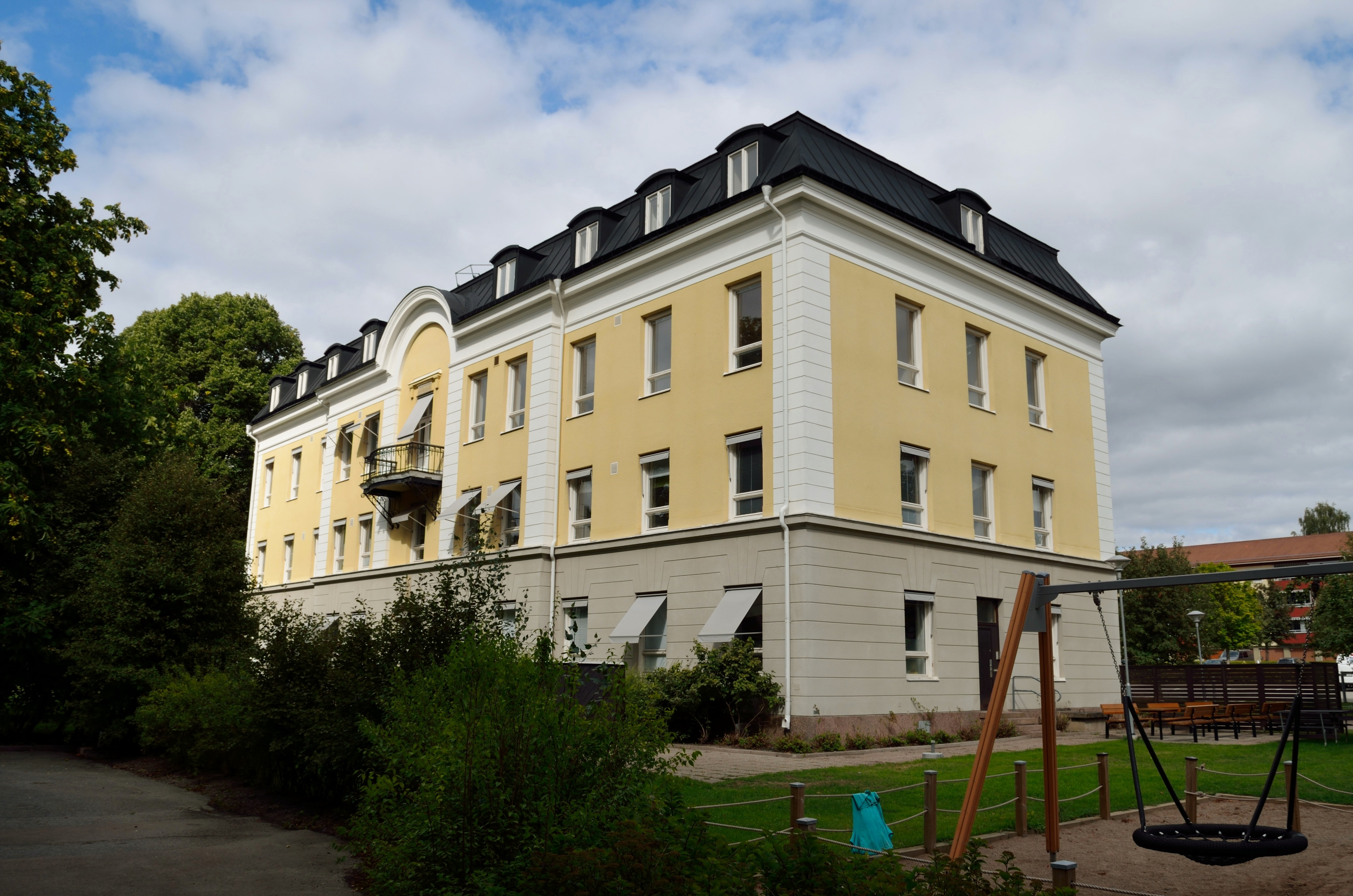
Vy över det gamla regementets kanslihuset (2014).
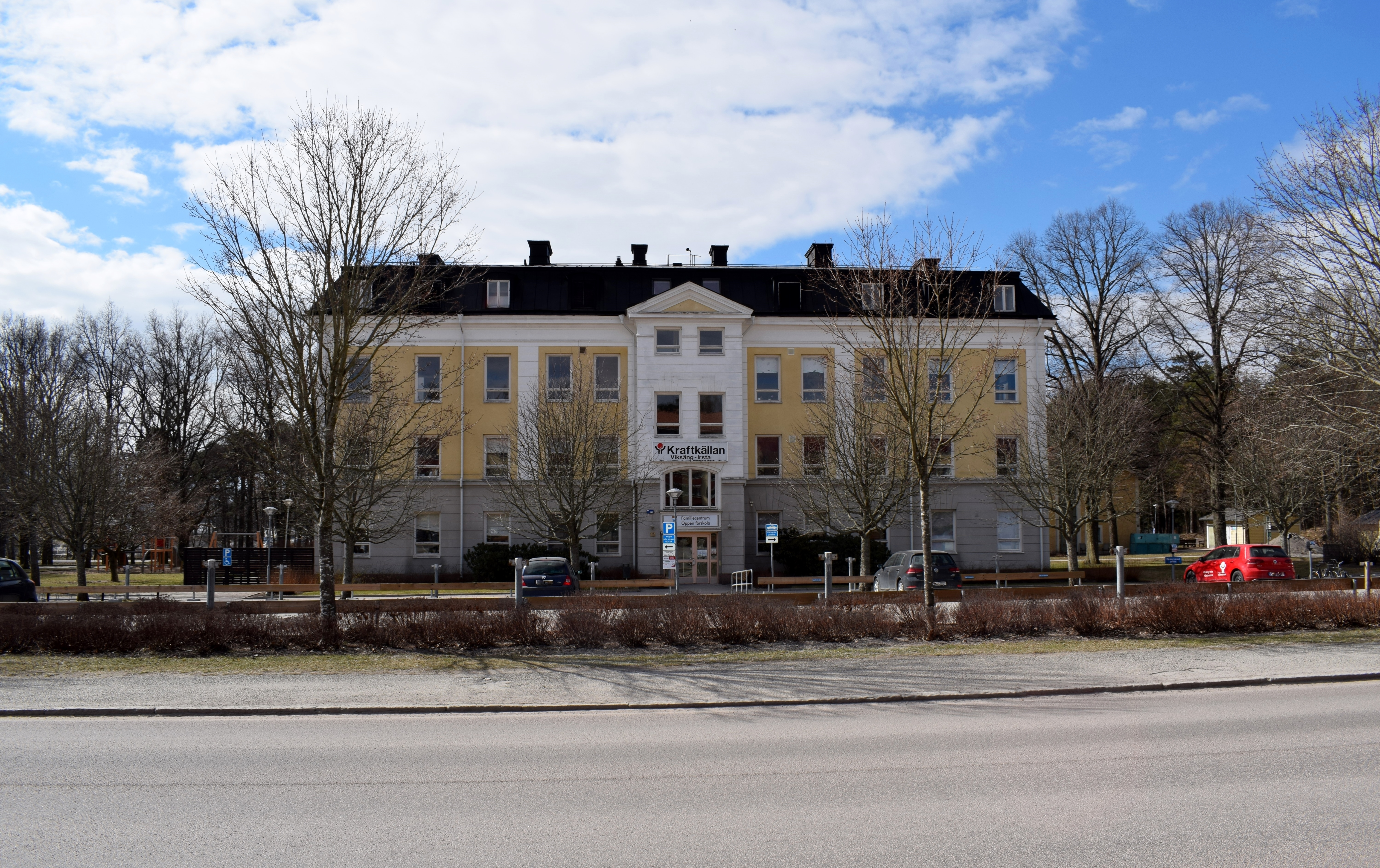
Vy över kanslihuset vid regementet.
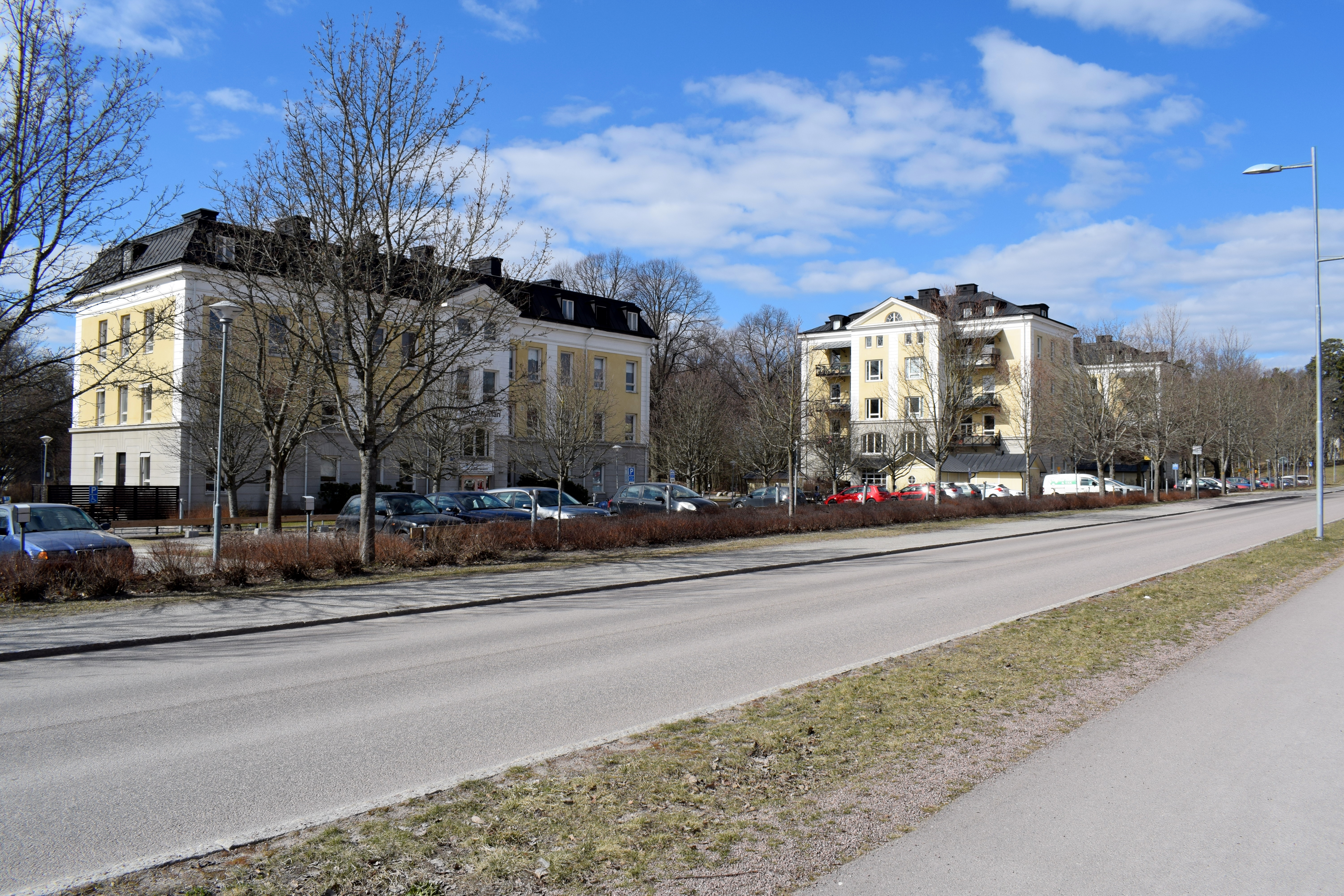
Vy över kanslihuset och A-kasernen vid regementet.
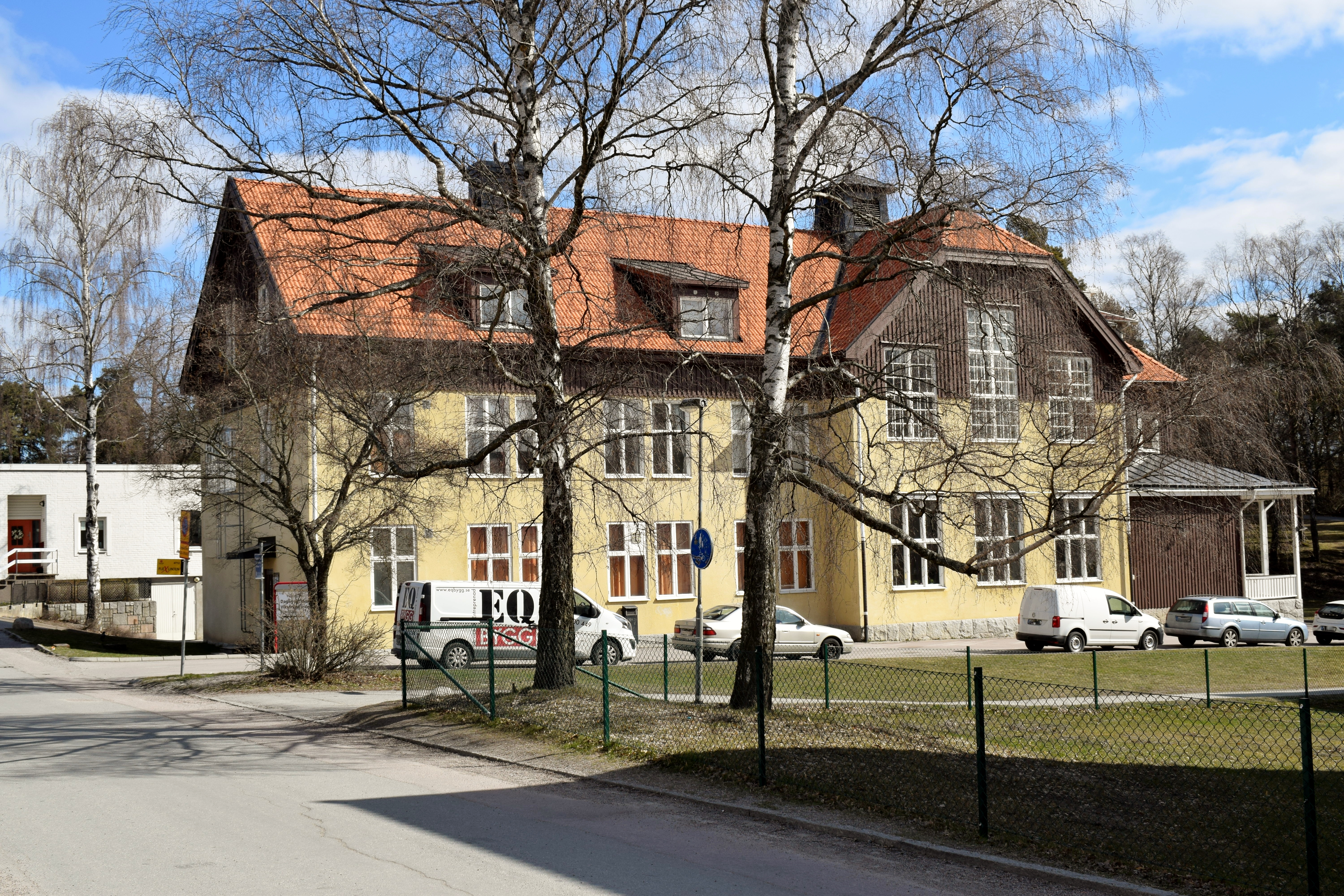
Underofficersmässen (?) vid regementet.
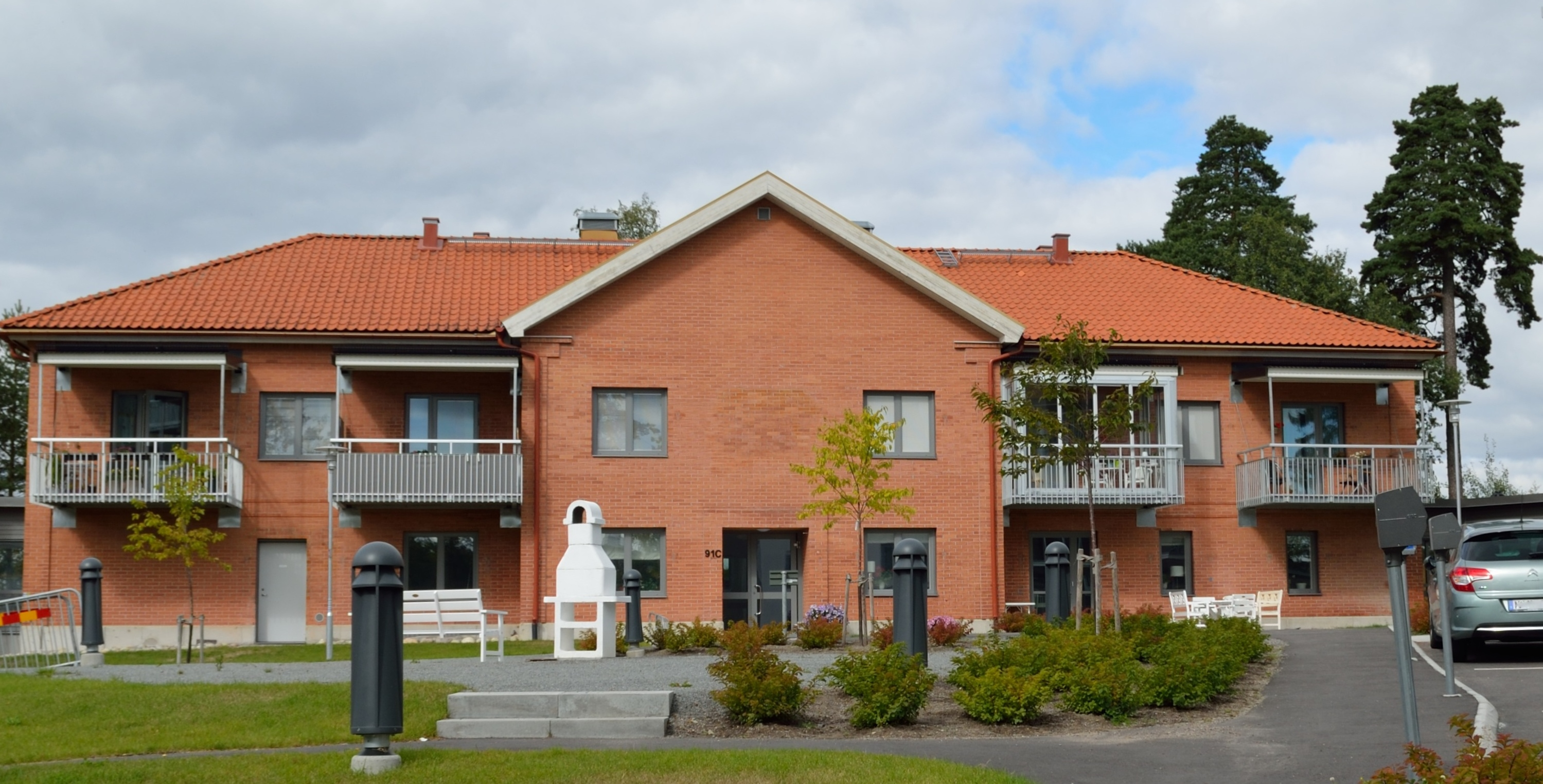
Före detta stabshus för försvarsområdesstaben på Regementsgatan 91 (2014).
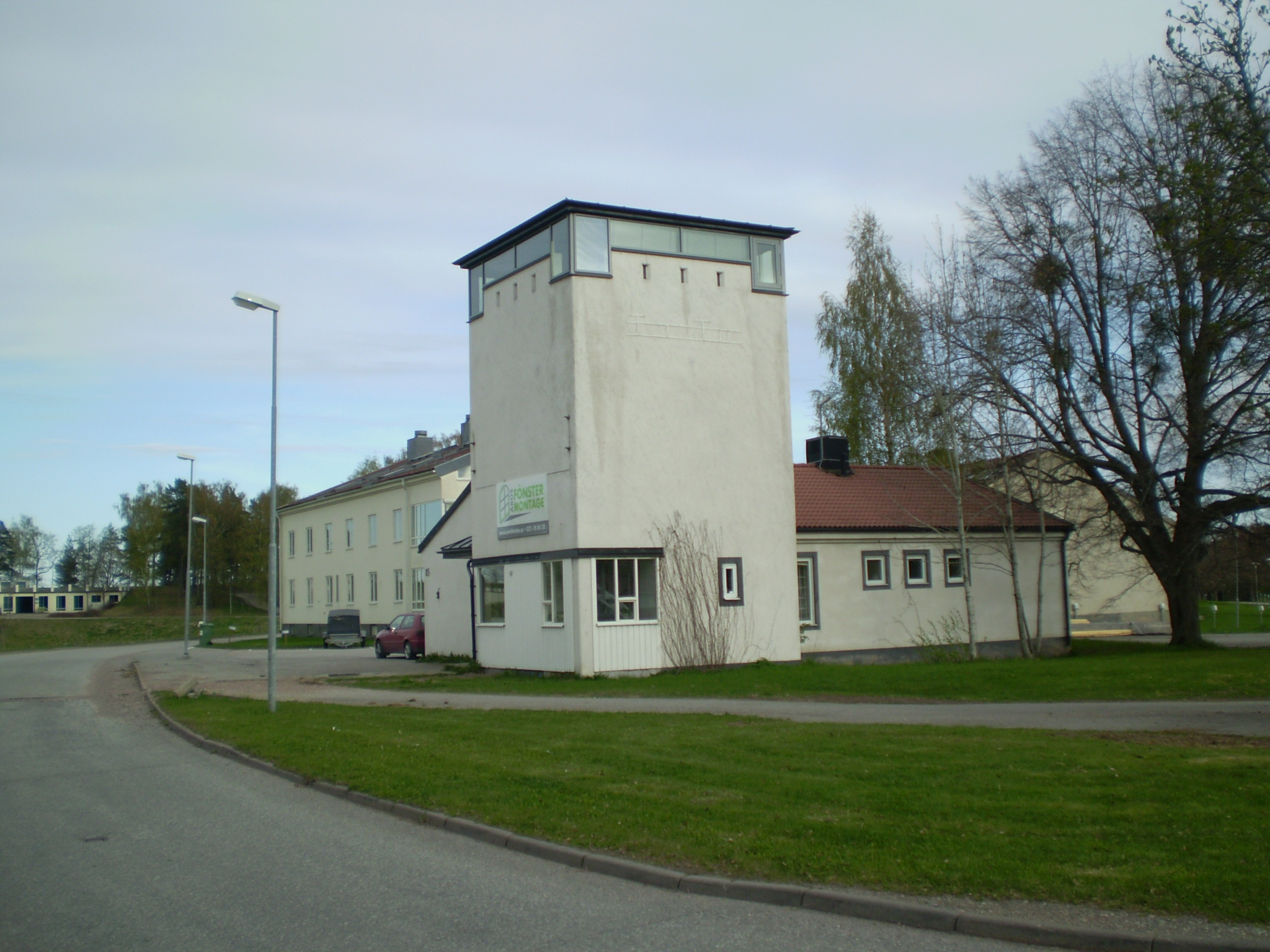
Före detta flottiljvakten i Hässlö (2010).
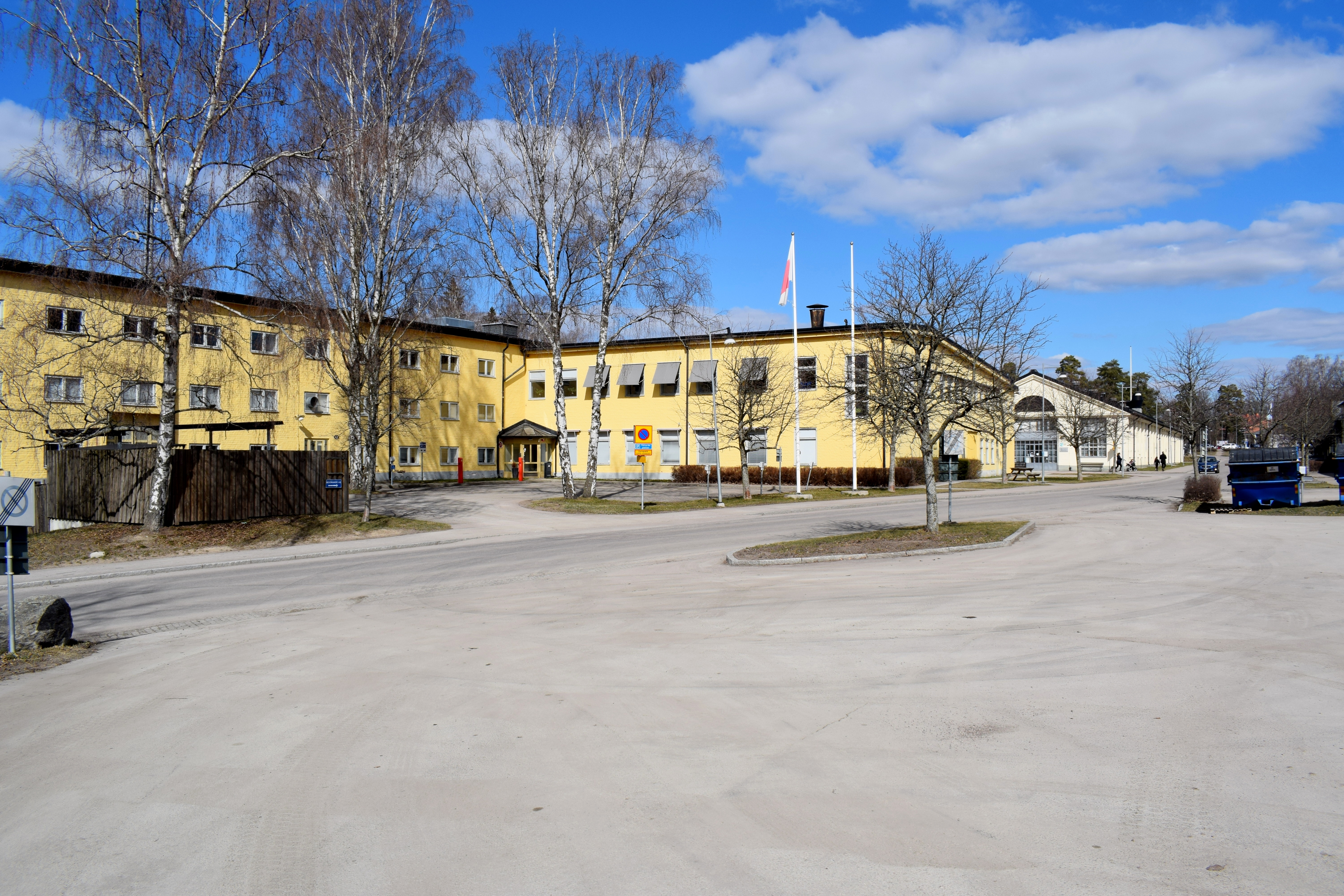
Före detta Centrala Verkstaden Västerås
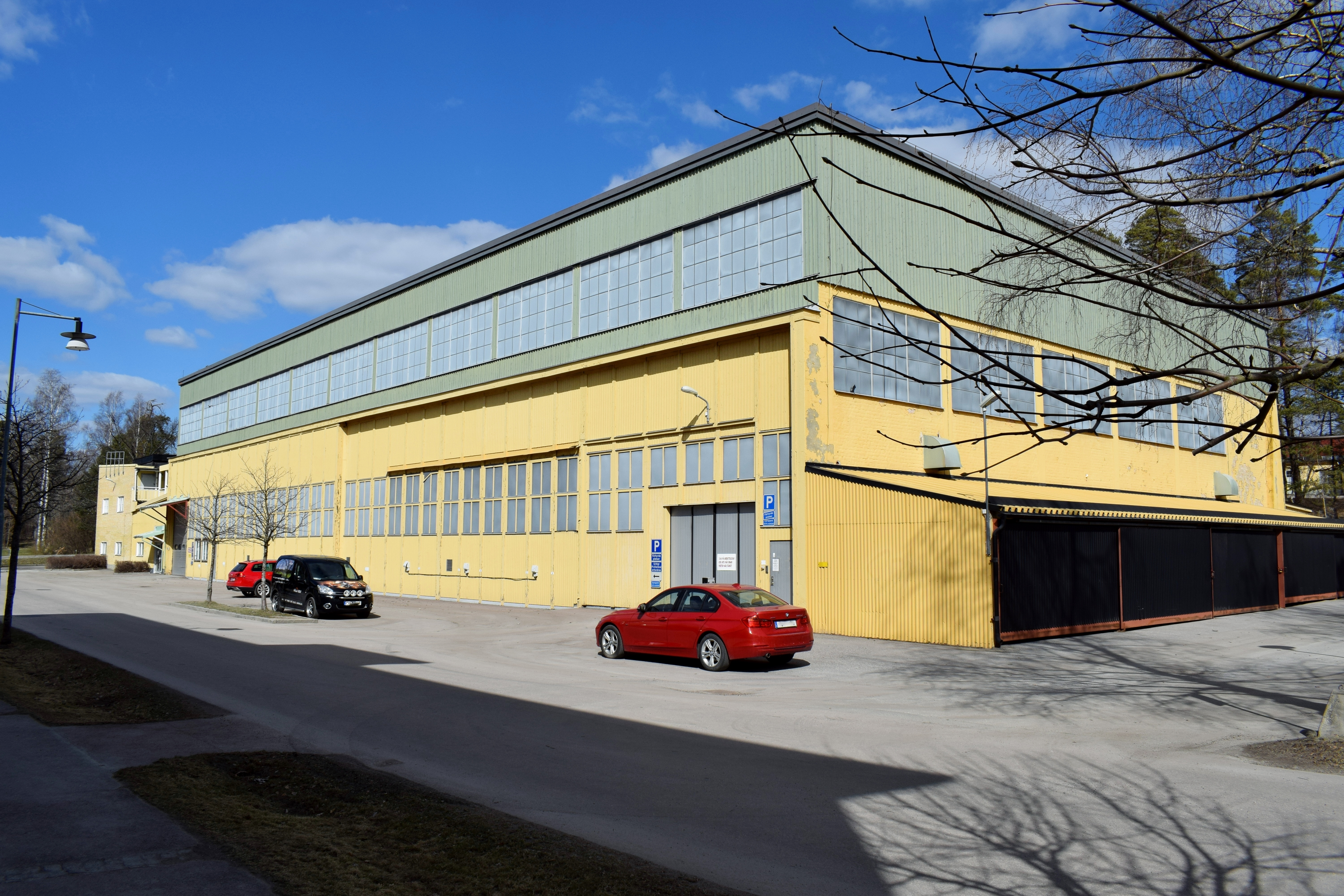
Före detta Centrala Verkstaden Västerås